# Le Dernier Jour
Le Dernier Jour (conosciuto anche come The Last Day) è un film del 2004 diretto da Rodolphe Marconi.

## Trama
Simon torna a casa dei genitori per le feste di Natale, in compagnia di un giovane sconosciuto incontrato durante il viaggio notturno in treno. Durante il soggiorno, una telefonata riporta a galla un segreto che pesa sulla famiglia da 20 anni.